# 扎尔科·多利纳尔
扎尔科·多利纳尔（1920年7月3日—2003年3月9日），南斯拉夫生物学家和乒乓球运动员。他曾获得1枚世界乒乓球锦标赛金牌，4枚银牌和3枚铜牌。